# José Capmany Francoy
José Capmany Francoy (Madrid, 1962) es un ingeniero y científico español, especializado fotónica y comunicaciones ópticas, que recibió en 2012 el Premio Rey Jaime I, en 2020 Premio Nacional de Investigación Leonardo Torres Quevedo y en 2022 el Premio de Física, innovación y tecnología de la Real Sociedad Española de Física.

## Trayectoria
Capmany es Ingeniero de Telecomunicación por la Universidad Politécnica de Madrid (UPM) y Licenciado en Ciencias Físicas por la Universidad Nacional de Educación a Distancia. Se doctoró como Ingeniero de Telecomunicación por la UPM y como doctor en Ciencias Físicas por la Universidad de Vigo.
Desde 1996 es catedrático de fotónica y comunicaciones ópticas en la Universidad Politécnica de Valencia. Investiga la fotónica y, en particular en las áreas de fotónica de microondas, los dispositivos fotónicos y redes de comunicaciones de alta velocidad y sistemas de comunicaciones cuánticas. 
Capmany ha publicado más de 400 artículos en revistas y congresos internacionales reconocidas y 6 libros especializados. Es miembro Fellow del Institute of Electrical Engineers (IEEE), la Optical Society of America (OSA) y la Institution of Engineering Technology (IET). Ha formado parte de comités científicos de más de 50 congresos internacionales. Es el representante español en el comité de gestión de la Conferencia Europea de Comunicaciones Ópticas (ECOC) y es el director del Photonics Research Labs del Instituto Universitario de Telecomunicación y Aplicaciones Multimedia (ITEAM) de la Universidad Politécnica de Valencia.

## Reconocimientos
En 2012 fue galardonado con el Premio Rey Jaime I de Nuevas Tecnologías, por su investigación en la interacción de los campos de las comunicaciones ópticas y la tecnología fotónica de microondas, "lo que tiene un gran impacto en las telecomunicaciones de banda ancha, con gran relevancia para mejorar las redes de acceso de banda ancha a muy alta velocidad en edificios y hogares con disminución apreciable de los costes".
En 2020 le fue otorgado el Premio Nacional de Investigación Leonardo Torres Quevedo, y en 2022 obtuvo el Premio de Física, innovación y tecnología de la Real Sociedad Española de Física-Fundación BBVA.